# آمور کهیها
آمور کهیها (انگلیسی: Amor Kehiha؛ زادهٔ ۵ سپتامبر ۱۹۷۷) بازیکن فوتبال اهل فرانسه است.
از باشگاه‌هایی که در آن بازی کرده‌است می‌توان به باشگاه فوتبال کلرمون فوت اشاره کرد.